# Bistey András
Bistey András (Diósgyőr, 1942. november 24. –) magyar író, újságíró.

## Életpályája
Szülei: Bistey Rezső és Amtzhauser Mária. 1961-ben Jászapátiban érettségizett. 1961–1966 között a József Attila Tudományegyetem Bölcsészettudományi Karának magyar–olasz szakos hallgatója volt. 1967-től a Szolnok Megyei Néplap munkatársa. 1971-ben doktori címet szerzett. 1986–1988 között a Kőolajkutató Vállalat üzemi lapjának szerkesztője volt. 1988–1997 között az Új Néplap felelős szerkesztője, 1997–2006 között főmunkatársa volt.

## Magánélete
1968-ban házasságot kötött Biczók Máriával. Két gyermekük született; Dóra (1973) és Balázs (1977).

## Művei
- Bányai Kornél (1972)
- Összeláncolva (elbeszélések, 1978)
- Szibéria melege (dokumentumregény, 1982)
- Élt itt egy ember (kisregény, Tizenkilenc nyarán című kötetben másokkal, 1984)
- Égő tetők alatt (ifjúsági regény, 1987)
- Első közös nyarunk (elbeszélések, 1989)
- Zsil bil cselovek (Жил был человек) (kisregény, a Za linyiej fronta (За линией фронта) című kötetben másokkal együtt, Moszkva, 1989)
- La mujer italiana (Editorial Bitacora Madrid 1991)
- Jász Dekameron (elbeszélések, 1992)
- Lángok a víz fölött (regény, elbeszélés, 1997)
- Der Abgeordnete geht aufs Land (novella, a Königreich am Rande című magyar novellaantológiában, Wilhelm Heyne Verlag, München, 1999)
- A képviselő vidékre megy (válogatott elbeszélések, 2002)
- A lidérccsirke (2 kisregény, 2004)
- Papírkápolna (2007)
- La moglie italiana (MEF - L'Autore Libri Firenze, 2010)
- Soldi trovati (MEF-L'Autore Firemze 2012)
- Kómában (elbeszélések 2013)
- A kápolna; Hungarovox, Bp., 2014
- Hollókövy Vajk Csaba igaz története; Nagy L. K., Bp., 2015
- A hely, ahol élnünk kell; Hungarovox, Bp., 2016
- Állatos rímversikék. Rímjátékok kicsi, nagy és felnőtt gyerekeknek; Pannon-Literatúra, Kisújszállás, 2017
- Jász dekameron; Hungarovox, Bp., 2018

## Műfordításai
- Giorgio Virgolino: Követlek…, elhagylak…, (szerkesztette, fordította Iluh Istvánnal, 1989)
- Franco Fresi: A víz és a földek dalai (szerkesztette, fordította Körmendi Lajossal, 1996)
- Negyvennégy olasz vers (műfordítások, 2010)

## Díja
- A Magyar Honvédség és a Magyar Írószövetség nívódíja (1995, 1996)
- Gábor Andor Jutalomdíj (2010)